# Tritylodontidae
Die Tritylodontidae waren eine Gruppe pflanzenfressender Cynodonten. Sie lebten von der Obertrias wahrscheinlich bis zur Unterkreide, zumindest aber bis in den Mitteljura. Sie sind damit die am längsten überlebenden Therapsiden, die keine Säugetiere sind (wenn man von einem Reliktvorkommen der Dicynodontia in Australien, bis in die Unterkreide, absieht).
Die ersten tritylodontiden Zähne wurden schon 1847 und 1866 in Schichten des oberen Keuper von Württemberg gemacht und als älteste Fossilien von Säugetieren gedeutet. Die Funde wurden unter den Namen Microlestes und Triglyphus beschrieben. Wahrscheinlich sind sie mit Tritylodon identisch, dessen Zähne und Schädelfragmente in der südafrikanischen Karoo gefunden wurden und 1884 von Richard Owen beschrieben wurden.
Fossilien verschiedener, weiterer Gattungen wurden im südlichen Afrika, Europa und Nordamerika gefunden. Aus Südamerika, China und vom Mount Kirkpatrick in der Antarktis stammen Fossilien unsicherer Zuordnung. Isolierte tritylodontide Zähne aus Russland stammen aus der Unterkreide.

## Merkmale
Der Schädel der Tritylodontidae ist sehr säugerähnlich. Die Schädelfenster sind groß und gehen, wegen der fehlenden Knochenspange (Postorbitalspange), direkt in die knöcherne Augenhöhle (Orbita) über.
Das Gebiss ähnelt oberflächlich dem der Nagetiere und der Multituberculata und ist für eine pflanzliche Kost spezialisiert. Die Ähnlichkeit ist allerdings konvergent durch eine wahrscheinlich ähnliche Ernährungsweise entstanden und beruht nicht auf näherer Verwandtschaft. Eckzähne fehlen und wurden funktionell durch ein Paar vergrößerte Schneidezähne ersetzt. Zwischen Schneide- und den komplexen, molarähnlichen Backenzähnen gibt es in Ober- und Unterkiefer ein deutliches Diastema (griechisch für „Zwischenraum“). Die Backenzähne haben zwei Wurzeln. Im Oberkiefer tragen sie drei, im Unterkiefer zwei Längsreihen von Höckern, die bei geschlossenem Maul in die Reihen des Oberkiefers greifen. Tritylodontidae hatten zwei Dentitionen (Diphyodontie).
Primitive Merkmale sind das Unterkiefergelenk, das nicht, wie bei den Säugetieren von Dentale und Squamosum, sondern wie bei den Reptilien von Quadratum und Articulare gebildet wird. Die Gehörknöchelchen sind noch einfach gebaut. Am Schultergürtel ist noch ein Zwischenschlüsselbein (Interclavicula) sowie ein Rabenbein (Coracoid) vorhanden.
Die Schädel sind fünf (Bocatherium) bis 25 Zentimeter (Kayentatherium und Tritylodon) lang. Auch das übrige Skelett, das hauptsächlich durch Oligokyphus bekannt ist, ist sehr säugerähnlich.

## Paläobiologie
Ein im Jahr 2018 publizierter Fund aus der Kayenta-Formation im US-Bundesstaat Arizona gehört höchstwahrscheinlich zu einem weiblichen Tier von Kayentatherium. Er datiert in den Unterjura bei einem absoluten Alter von rund 184 Millionen Jahren. Der Fund enthält die Reste eines Wurfes bestehend aus insgesamt 38 Jungtieren, was im Vergleich zu den Säugetieren eine hohe Anzahl ist. Die Schädel der Jungen entsprechen in ihrem Aufbau kleineren Versionen von denen der späteren ausgewachsenen Tiere. Eine Verschiebung hin zu kleineren Gesichtsschädeln und größeren Hirnschädeln wie bei Säugetieren üblich ist nicht erkennbar. Demnach verfügten die Vertreter der Tritylodontidae  noch über eine Fortpflanzungsstrategie, die als eher ursprünglich innerhalb der Amnioten angesehen werden kann. Sie beinhaltet große Würfe mit Jungen, die proportional kleinere Versionen der ausgewachsenen Individuen darstellen. Die Säugetiere dagegen bringen in der Regel verhältnismäßig kleine Würfe zur Welt, der Nachwuchs wird zudem zeitlich intensiv und mit höheren energetischen Kosten aufgezogen. Die relativ kleinen Hirnschädel der Jungen von Kayentatherium weisen außerdem darauf hin, dass die Tritylodontidae nicht an der rapiden Zunahme des Gehirns in der Linie der Stamm-Säugetiere beteiligt waren. Beides, die Reduzierung der Wurfgröße und die Vergrößerung des Gehirnvolumens, muss zeitlich kurz nach dem Auftreten der Tritylodontidae stattgefunden haben.

## Systematik
Im 19. Jahrhundert wurden die Tritylodontidae zu den Säugetieren gerechnet und auch heute wird noch die Ansicht vertreten, dass sie von allen Therapsiden den Säugern am nächsten stehen. Wegen ihrer Gebissspezialisierungen (Verlust des Eckzahns, Höckerstruktur) kommen sie allerdings nicht als direkte Vorfahren der Säugetiere in Frage. Einige Wissenschaftler vertreten die Auffassung, dass sie deren Schwestergruppe sind.
- Tritylodontidae
  - Oligokyphus
  - Tritylodon
  - Bienotherium
  - Kayentatherium
  - Lufengia
  - Dianzhongia
  - Bocatherium
  - Yunnanodon
  - Stereognathus
  - Xenocretosuchus